# جون سكوت (لاعب كرة قدم)
جون سكوت (بالإنجليزية: John Scott)‏ (1 يناير 1872 بإدنبرة في المملكة المتحدة - ) هو لاعب كرة قدم بريطاني (وحمل سابقاً جنسية المملكة المتحدة لبريطانيا العظمى وأيرلندا) في مركز الهجوم. لعب مع شيفيلد يونايتد ونادي غاينسبورو ترينيتي وLeith Athletic F.C. ‏.